# Parafia św. Józefa w Claremont
Parafia św. Józefa w Claremont (ang. St. Joseph's Parish) – parafia rzymskokatolicka  położona w Claremont, New Hampshire, Stany Zjednoczone.
Jest ona jedną z wielu etnicznych, polonijnych parafii rzymskokatolickich w Nowej Anglii z mszą św. w j. polskim dla polskich imigrantów.
Ustanowiona w 1922 roku. Parafia została dedykowana św. Józefowi.